# Saklös
Saklös var förr benämning för frihet från straff eller straffrättsligt ansvar, brukades i äldre tider även i betydelsen av fri från privaträttsligt anspråk, från gäld eller klander. Uttrycket finns kvar i Västerbottniska och Isländskan som saklaus.